# Waldemar Wilhelm
Waldemar Wilhelm fue un notable odontólogo, cirujano oral y maxilofacial colombo-alemán. Nació el 7 de noviembre de 1913 en la ciudad alemana de Karlsruhe Baden y llegó a Colombia huyendo de la Alemania de Adolf Hitler.

## Formación Universitaria
Waldemar Wilhelm se graduó como odontólogo de la Universidad Johann Wolfgang Goethe en 1936 y emigró a Colombia en 1937.  Posteriormente regresó a Alemania, donde se especializó en cirugía oral y maxilofacial en la Nordwestdeutsche Kieferklinic bajo la tutela del profesor Karl Schuchardt en Hamburgo.  En 1950 regresó una vez más a Colombia, ingresando como profesor de cirugía en la Facultad de Odontología de la Universidad Nacional de Colombia.

## Vida en Colombia
En 1950 Wilhelm ingresó como docente en la Universidad Nacional de Colombia para abrir y regentar la cátedra de cirugía oral y maxilofacial.  Fue enviado por la universidad a su país de origen donde hizo cursos en cirugía bucal y patologías de ATM en las universidades de Friburgo y Stuttgart.  En la Universidad Nacional diseñó un quirófano para la facultad e hizo intervenciones tipo osteomielitis, resección de tumores, cirugía preprotésica basado en la técnica de Hugo Obwegeser y algunos procedimientos de cirugía plástica.  En 1958 la Universidad Nacional y la Sociedad de Cirugía de Bogotá, a través del hospital San José que estaba dirigido por Guillermo Fergusson, firmaron un acuerdo para abrir el servicio de cirugía oral y maxilofacial.  Los primeros residentes fueron Mildardo Sepúlveda, Gabriel Anchique y Alfredo Villamarín Eslava.  Otros discípulos fueron: Jairo Duque, Mercedes Herrera, Carlos Díaz, Yolanda Bernal, Juan Manuel Chiriví, Enrique Amador, Enrique Llanos y Julio Gutiérrez.
En la década del sesenta invitó a los profesores Eduard Hinds y a su compatriota Hessler, quienes dictaron conferencias sobre el manejo invasivo y no invasivo de la disfunción de la ATM.  También vinieron por su iniciativa Schuchardt, Eschler, Korkhaus y Sir Harold Gillies.  Fue miembro fundador de la Asociación Latinoamericana de Cirugía Bucal en 1962, de la cual llegó a ser presidente dos años más tarde.  En 1964 fue certificado por la Asociación Colombiana de Facultades de Odontología, (Comité General de Especialidades) como especialista en cirugía oral.  En 1969 se hizo cargo del servicio de cirugía oral y maxilofacial del Hospital Militar, ante la vacante dejada por Tomás García Angulo, quien asumió la decanatura académica de la Facultad de Odontología de la Universidad Javeriana.  En 1976 ascendió a profesor titular de la Facultad de Odontología de la Universidad Nacional y nombrado honorario de la Universidad de Cartagena desde 1960.

## Regreso a Alemania
Después de una larga vida dedicada al engrandecimiento de la cirugía maxilofacial colombiana, Waldemar Wilhelm regresó a su patria donde falleció el 17 de noviembre de 1994 en Herremalb.  Waldemar Wilhelm es considerado el Padre de la Cirugía Oral y Maxilofacial en Colombia.